# Санта Ђертруде (Болцано)
Санта Ђертруде је насеље у Италији у округу Болцано, региону Трентино-Јужни Тирол.
Према процени из 2011. у насељу је живело 158 становника. Насеље се налази на надморској висини од 1471 м.